# Chorleywood
Chorleywood – wieś i civil parish w Anglii, w hrabstwie Hertfordshire, w dystrykcie Three Rivers. Leży 34 km na południowy zachód od miasta Hertford i 31 km na północny zachód od centrum Londynu. W 2011 roku civil parish liczyła 11 286 mieszkańców.